# Brachymeles wrighti
Brachymeles wrighti är en ödleart som beskrevs av  Taylor 1925. Brachymeles wrighti ingår i släktet Brachymeles och familjen skinkar. IUCN kategoriserar arten globalt som otillräckligt studerad. Inga underarter finns listade.